# سانگ سانگ بلو (فیلم)
سانگ سانگ بلو (انگلیسی: Song Sung Blue) یک فیلم درام موزیکال زندگی‌نامه‌ای آمریکایی است که نویسندگی، کارگردانی و تهیه‌کنندگی مشترک آن بر عهدهٔ کریگ برور است. این فیلم بر پایهٔ مستند سال ۲۰۰۸ به همین نام ساختهٔ گرگ کوهس ساخته شده است. در این فیلم هیو جکمن، کیت هادسن، مایکل امپریولی، فیشر استیونس، جیم بلوشی، الا اندرسون، میکالا استراوس، مصطفی شاکر و اریکا اسلزاک ایفای نقش کردند. این فیلم در ۲۵ دسامبر ۲۰۲۵ در ایالات متحده اکران خواهد شد.

## خلاصه داستان
این فیلم بر اساس داستان واقعی زوجی اهل میلواکی به نام مایک (هیو جکمن) و کلر ساردینا (کیت هادسن) ساخته شده است؛ زوجی از موسیقی‌دانان شکست‌خورده که با اجرای موسیقی به‌عنوان گروه تقلیدی نیل دایمند با نام «Lightning & Thunder» به نمادهایی محلی تبدیل می‌شوند.

## بازیگران
- هیو جکمن در نقش مایک ساردینا
- کیت هادسن در نقش کلر ساردینا
- مایکل امپریولی
- فیشر استیونس
- جیم بلوشی
- الا اندرسون
- میکالا استراوس
- مصطفی شاکر
- اریکا اسلزاک

## تولید
در اکتبر ۲۰۲۴ اعلام شد که یک فیلم درام موزیکال بر اساس مستند سانگ سانگ بلو (۲۰۰۸) در دست توسعه قرار دارد. این پروژه توسط شرکت فوکس فیچرز تولید می‌شود و کریگ برور نویسندگی، کارگردانی و تهیه‌کنندگی مشترک آن را بر عهده دارد. بازیگران اصلی این فیلم عبارتند از: هیو جکمن، کیت هادسن، مایکل امپریولی، فیشر استیونس، جیم بلوشی، الا اندرسون، میکالا استراوس، مصطفی شاکر و اریکا اسلزاک.

## فیلم‌برداری
فیلم‌برداری اصلی از ۱۴ اکتبر ۲۰۲۴ در شهرستان مونمووث، نیوجرسی آغاز شد. یکی دیگر از لوکیشن‌های مهم فیلم، خانه‌ای در اولد تاپان، نیوجرسی بود. فرایند فیلم‌برداری در ۱۱ دسامبر به پایان رسید.

## انتشار
سانگ سانگ بلو قرار است در ۲۵ دسامبر ۲۰۲۵ در ایالات متحده اکران شود.